# Stenoselma nigrum
Stenoselma nigrum är en stekelart som beskrevs av Vittorio Luigi Delucchi 1956. Stenoselma nigrum ingår i släktet Stenoselma och familjen puppglanssteklar. Inga underarter finns listade i Catalogue of Life.